# Cephaloscyllium sufflans
Cephaloscyllium sufflans — акула з роду Cephaloscyllium родини Котячі акули. Інша назва «акула-повітряна куля».

## Опис
Загальна довжина досягає 1,1 м. Голова широка, дещо сплощена зверху. Очі помірно великі, овально-горизонтальної форми, з мигальною перетинкою. Вони розташовані високо на голові. Над і під очима є характерні надбрівні та щічні горбики. За очима присутні невеличкі бризкальця. Ніздрі широкі з носовими клапанами. Губні борозни відсутні. Рот широкий, дугоподібний. На верхній щелепі — 60 робочих зубів, на нижній — 44. У неї 5 пар коротких зябрових щілин, найбільша з яких 3. Тулуб щільний. Грудні плавці великі, широкі, округлі. Має 2 невеликих спинних плавця. Передній спинний плавець більше за задній. Розташовано над черевними плавцями. Задній плавець — над анальним. Черевні плавці невеликі. Анальний плавець низький і широкий, більше за задній спинний плавець. Хвіст короткий, хвостовий плавець гетероцеркальний.
Забарвлення спини світло-сіро-коричневе. Черево має світліший колір. На спині, боках, хвостовому плавці присутні 6-7 коричневих сідлоподібних плям, які з віком зникають.

## Спосіб життя
Тримається на глибинах від 40 до 600 м, на континентальному шельфі. Як захист від ворогів здатна роздувати черево, ковтаючи повітря або воду. Серед інших видів свого роду найбільше здатна роздуватися, що нагадує повітряну кулю. Звідси походить інша назва цієї акули. Дорослі особини тримаються на більші глибині ніж акуленята. Доволі повільна, малорухлива акула. Полює на здобич біля дна, є бентофагом. Живиться ракоподібними, молюсками, морськими черв'яками, а також латимеріями.
Статева зрілість настає при розмірах 70-75 см. Це яйцекладна акула. Самиця відкладає 2 яйця у твердій шкарлупі, що мають вусики задля чіпляння за ґрунт або водорості. При народжені акуленята становлять 20-22 см.
Не є об'єктом промислового вилову.

## Розповсюдження
Мешкає біля узбережжя Мозамбіку та ПАР (неподалік берегів провінції Квазулу-Наталь).